# Carlos Benevides
Carlos Eduardo Benevides Neto (Fortaleza, 22 de junho de 1956) é um engenheiro civil, empresário e político brasileiro com base no Ceará filiado ao Movimento Democrático Brasileiro (MDB). Apontado como um dos integrantes no "caso dos Anões do Orçamento", foi absolvido pelo Supremo Tribunal Federal e indenizado em 2008.

## Biografia
Filho de Carlos Mauro Cabral Benevides e Maria Regina de Borba Benevides. Iniciou sua carreira política ao filiar-se ao MDB em 1974 ano em que seu pai foi eleito senador pela primeira vez. Eleito deputado estadual em 1978 formou-se Engenheiro Civil pela Universidade de Brasília em 1979. Membro do Instituto Latino-Americano do Concreto, do Instituto Brasileiro do Concreto e da Associação Brasileira de Engenheiros Rodoviários, seção do Ceará. A exemplo do pai ingressou no PMDB em 1980 sendo reeleito deputado estadual em 1982 e eleito deputado federal em 1986 e 1990. Acusado de envolvimento com os chamados Anões do Orçamento, foi cassado em 13 de abril de 1994. É sobrinho de Aécio de Borba e irmão de Mauro Benevides Filho.